# Genettinae
Genettinae ist eine Unterfamilie der Schleichkatzen. Es handelt sich um boden- und baumbewohnende, langgestreckte Schleichkatzen, die zwischen 65 und 114 Zentimeter lang werden.
Folgende Gattungen zählen zu den Genettinae:
- Ginsterkatzen (Genetta)
- Pojanas (Poiana)

Die 17 Arten der Unterfamilie sind hauptsächlich in Afrika verbreitet, die Kleinfleck-Ginsterkatze (Genetta genetta) kommt als einzige Art auch in Europa (Spanien, Portugal, Frankreich) und Asien (Arabische Halbinsel) vor.